# Szabás
Szabás je vas na Madžarskem, ki upravno spada pod podregijo Nagyatádi Šomodske županije.